# Presidente de Angola
El presidente de la República de Angola (en portugués, Presidente da República de Angola)  cumple la función de jefe de Estado de su país, jefe del poder ejecutivo y comandante en jefe de las Fuerzas Armadas. Según la constitución del país, el presidente de la República promoverá y garantizará la unidad nacional, la independencia y la integridad territorial del país y representará a la nación en el país y en la esfera internacional. Así mismo, respetará y defenderá la Constitución, velará por el cumplimiento de las leyes, los acuerdos y los tratados internacionales y promoverá y garantizará el normal funcionamiento de los órganos del Estado. 
El actual presidente es João Lourenço quien accedió al cargo el 26 de septiembre de 2017. 

## Historia de la presidencia

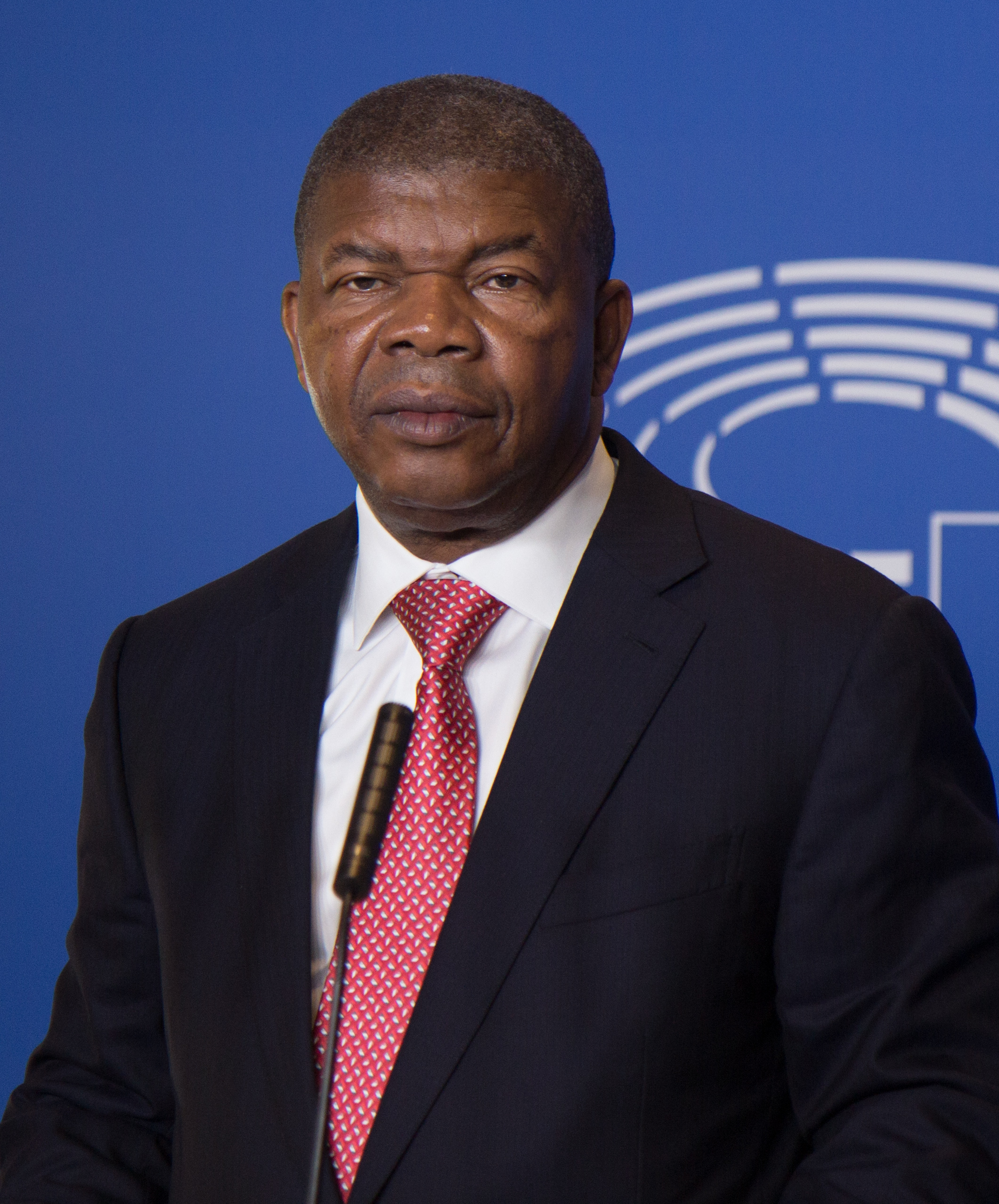
João Manuel Gonçalves Lourenço (Presidente de Angola) en el Parlamento Europeo en Estrasburgo.

A finales de 1975 Angola se convierte en un país independiente con un sistema socialista unipartidista. Acto seguido fue proclamado primer presidente Agostinho Neto, del Movimiento Popular de Liberación de Angola (MPLA), único partido aceptado, y enfrentado en una dura guerra civil contra otros grupos opuestos ideológicamente. Cuando Neto murió en 1979, José Eduardo dos Santos lo sucedió como presidente del país. Bajo la presidencia de dos Santos la guerra civil se intensificó con el apoyo de Sudáfrica y Estados Unidos a los rebeldes del UNITA. 
Con la caída del bloque comunista, las primeras elecciones presidenciales multipartidistas fueron celebradas en 1992. Dos Santos fue elegido con el 49% de los votos aproximadamente, venciendo a su rival Jonás Savimbi, de la Unión Nacional para la Independencia Total de Angola (UNITA). Tras la derrota, Savimbi denunció que las elecciones fueron fraudulentas y volvió a tomar las armas.  El 19 de mayo de 1993, las autoridades estadounidenses decidieron suspender su apoyo a UNITA y reconocer oficialmente a José Eduardo dos Santos y al gobierno del MPLA como órganos ejecutivos oficiales de la República de Angola. La tregua definitiva entre el MPLA y la UNITA solo pudo alcanzarse en 2002, cuando el líder de esta última, Jonás Savimbi, negando nuevamente los resultados electorales que habían dado un claro triunfo al MPLA. 
Tras la guerra civil, Dos Santos se mantuvo en el poder convirtiéndose en uno de los presidentes africanos que más tiempo ha estado en el cargo. Su presidencia no ha estado exenta de críticas, así  fue acusado de liderar uno de los regímenes políticos más corruptos de África, ignorando las necesidades sociales y económicas de Angola, pues ha centrado sus esfuerzos en amasar una fortuna para su familia y en silenciar a la oposición, en tanto que el 70% de la población vive con menos de 2 dólares al día.
Con la nueva constitución (2010), las elecciones presidenciales fueron transformadas en unas elecciones generales, donde los cabezas de lista de cada partido eran los candidatos a la presidencia, a la vez que se renovaban los escaños a la Asamblea Nacional (elegidos en anteriores elecciones legislativas). No obstante estas terceras elecciones estaban programadas para 2009, pero fueron postergadas 3 años por una reforma constitucional. Fueron las elecciones celebradas en 2012. Do Santos fue reelecto con el 71,84% de los votos, venciendo nuevamente a la Unión Nacional para la Independencia Total de Angola.
Tras la dimisión de dos Santos como presidente en octubre de 2017, que optó por exiliarse en España, en las elecciones celebradas en 2017 fue elegido João Lourenço.

## Elección

### Elegibilidad
Para ser candidato a la presidencia se debe tener la ciudadanía angoleña, llevar residiendo en el país un mínimo de 10 años y tener más de 35 años. Así mismo debe estar en pleno goce de sus derechos civiles y políticos y de sus capacidades físicas y mentales (artículo 110). Este mismo artículo determina que quedaran excluidos los ciudadanos de cualquier nacionalidad adquirida; los jueces, fiscales y magistrados de los altos tribunales en ejercicio; el defensor del Pueblo; los miembros de órganos administrativos electorales; militares en servicio activo y los expresidentes de la República que hayan cumplido dos mandatos, que hayan sido destituidos o que hayan renunciado al cargo previamente.
Las candidaturas para presidente de la República serán propuestas por los partidos políticos o coaliciones de partidos políticos. No es exigible que el candidato esté afiliado a un partido político o coalición de partidos políticos concurrente. En caso de impedimento permanente del presidente de la República electo antes de su posesión, será reemplazado por el vicepresidente electo y se designará un vicepresidente sustituto (artículo 132)

### Elecciones
Según el artículo 109 será elegido presidente de la República y Jefe del Ejecutivo quien encabece la lista nacional del partido político o coalición de partidos políticos que obtenga más votos en las elecciones generales. Por su parte, el artículo 112 determina que las elecciones generales deberán ser convocadas hasta noventa días antes de la finalización del mandato del presidente de la República en ejercicio y de los diputados a la Asamblea Nacional, teniendo que celebrarse treinta días antes de la finalización del mandato del presidente de la República en ejercicio y de los diputados a la Asamblea Nacional.

### Toma de posesión
Esta viene descrita en los artículos 114 y 115 de la constitución:

El presidente de la República electo será investido por el presidente del Tribunal Constitucional. La investidura tendrá lugar hasta quince días después de la publicación oficial de los resultados de las elecciones. Durante la investidura, el presidente de la República electo, con la mano derecha apoyada sobre la Constitución de la República de Angola, prestará el siguiente juramento:
Yo (nombre completo), al ser investido en el cargo de presidente de la República, juro por mi honor: desempeñar fielmente el cargo de que estoy investido; Observar la Constitución de la República de Angola y las leyes del país y hacerlas observar; Defender la independencia, la soberanía y la unidad de la nación y la integridad territorial del país; Defender la paz y la democracia y promover la estabilidad, el bienestar y el progreso social de todos los angoleños.

## Mandato
Según la constitución angoleña de 2010, el presidente de Angola ejerce el poder durante 5 años, pudiendo fungir en el cargo en dos mandatos consecutivos (artículo 113). El presidente de la República podrá dejar su cargo mediante mensaje dirigido a la Asamblea Nacional, notificando también a la Corte Constitucional. La constitución angoleña también recoge los supuestos en el que presidente puede abandonar su cargo o ser destituido:
- Renuncia (artículo 128): en caso de grave perturbación del funcionamiento regular de la Asamblea Nacional o de crisis irremediable en las relaciones institucionales con ella, el presidente de la República podrá renunciar políticamente mediante mensaje dirigido a la Asamblea Nacional, notificándolo también a la Corte Constitucional. La renuncia del presidente de la República en los términos del inciso anterior producirá la disolución de la Asamblea Nacional y la convocatoria a elecciones generales anticipadas, que deberán realizarse dentro de los noventa días. El presidente de la República que haya renunciado en los términos de este artículo continuará en el cargo para ejercer la dirección ordinaria, hasta la toma de posesión del presidente de la República electo después de las elecciones subsiguientes.
- Cese (artículo 129): el presidente de la República podrá ser destituido por las siguientes circunstancias: delitos de traición y espionaje; delitos de subordinación, malversación de caudales públicos y corrupción; incapacidad física y mental permanente; ser titular de una nacionalidad adquirida; delitos atroces y violentos, tipificados en esta Constitución. El presidente de la República también podrá ser destituido por el delito de violación de la Constitución cuando se atente gravemente contra el Estado democrático y de derecho, la seguridad del Estado y el normal funcionamiento de las instituciones. Corresponderá a la Corte Suprema de Justicia conocer y resolver los procesos penales y la decisión deberá ser aprobada por la mayoría de las dos terceras partes de los diputados en pleno ejercicio de sus funciones y la respectiva comunicación o solicitud de inicio del proceso deberá ser enviada posteriormente a la Corte Suprema de Justicia o al Tribunal Constitucional, según corresponda. Estos procesos deberán tener absoluta prelación sobre todos los demás y deberán conocerse y resolverse en un plazo máximo de ciento veinte días contados a partir de la fecha en que se reciba la solicitud correspondiente.

El cargo de presidente de la República quedará vacante por renuncia del cargo, muerte, destitución, incapacidad física o mental permanente y abandono del cargo. Esto deberá ser verificado y declarado por la Corte Constitucional (artículo 130). En todos estos casos previstos, el vicepresidente sustituirá al presidente de la República (también cuando éste se ausente del país) según el artículo 132 de la constitución angoleña. 

## Inmunidad y privilegios
El presidente de la República no será responsable por los actos realizados en el ejercicio de sus funciones, salvo en los casos de subordinación, traición a la patria y de los delitos definidos en esta Constitución como imprescriptibles e inamnistiables (artículo 127.1). La condena producirá la destitución y la inhabilitación para reelegirse. Por los delitos no cometidos durante el ejercicio de su cargo, el presidente de la República responderá ante la Corte Suprema de Justicia cinco años después de concluido su mandato (artículo 127.3).
En lo que se refiere a los expresidentes, el artículo 133 determina que los expresidentes de la República gozarán de la inmunidad prevista en la Constitución para los miembros del Consejo de la República. Del mismo modo, en aras del interés nacional y de la honra del cargo, tendrán derecho a residencia oficial, escolta personal, vehículo autorizado, personal de apoyo administrativo y otros derechos que determina la ley. El estatuto previsto en este artículo no se aplicará a los expresidentes de la República que hayan sido destituidos de su cargo por responsabilidad penal, en los términos de esta Constitución

## Facultades constitucionales
Según la constitución, Angola, es un estado presidencialista por lo que el presidente tiene amplias funciones ejecutivas. Las facultades constitucionales vienen descritas en los artículo 118, 119, 120, 121, 122, 123, 124, 125 y 126.
1. Dirgir mensajes a la nación. Con ocasión de la apertura del Parlamento y en la Asamblea Nacional, el presidente de la República emitirá un mensaje al país sobre el estado de la nación y las políticas recomendadas para la solución de los principales problemas, la promoción del bienestar del pueblo angoleño y el desarrollo del país.
2. Política interior. Determinar la orientación política del país; dirigir la política nacional; presentar a la Asamblea Nacional el proyecto de Presupuesto del Estado. Dirigir los departamentos y servicios civiles y militares del Estado y todas las actividades bajo su administración directa, supervisar la administración indirecta y supervisar la administración autónoma. Determinar la estructura orgánica y establecer la composición del Poder Ejecutivo; fijar el número de miembros del Consejo de ministros, determinar su estructura orgánica y aprobar el Reglamento del Consejo de Ministros. Solicitar a la Asamblea Nacional la autorización para legislar, en los términos de esta Constitución; proponer la iniciativa legislativa, a partir de las propuestas de ley presentadas a la Asamblea Nacional; convocar y presidir las reuniones del Consejo de Ministros y fijar el orden del día. Dirigir y orientar la labor del vicepresidente, los Ministros de Estado, los Ministros y los Gobernadores Provinciales.
3. Política exterior. Definir y dirigir la ejecución de la política exterior del Estado; representar al Estado; firmar y ratificar los tratados, convenios, acuerdos y demás instrumentos internacionales, cuando corresponda y una vez aprobados. Designar y remover a los embajadores y designar enviados extraordinarios y acreditar a los representantes diplomáticos extranjeros.
4. Derecho de veto. El presidente de la República promulgará las leyes de la Asamblea Nacional en el plazo de treinta días a partir de su recepción. Antes de que venza dicho plazo, el presidente de la República podrá solicitar a la Asamblea Nacional, debidamente motivada, la reconsideración de la ley o de algunas de sus normas. Si luego de dicha reconsideración la ley fuere aprobada por una mayoría de dos tercios de los Diputados, el presidente de la República deberá promulgarla dentro de los quince días siguientes a su recepción. Antes de que venzan los plazos a que se refieren los incisos anteriores, el presidente de la República podrá solicitar a la Corte Constitucional que realice un control previo de constitucionalidad de las leyes de la Asamblea Nacional.
5. Nombramientos oficiales. Nombrar y destituir al vicepresidente, ministros y demás miembros del consejo de ministros, al presidente de la Corte Constitucional, de la Corte Suprema, del Tribunal de Cuentas y del Tribunal Supremo Militar así como a los demás miembros de dichos tribunales a propuesta del Consejo Superior de Judicatura. Nombrar al Procurador General de la República, al presidente del Banco Nacional, gobernadores y vicegobernadores. Designar a los miembros del Consejo Superior de la Judicatura
6. Constitucionalidad. Promover, en conjunto con la Corte Constitucional, el control previo y permanente de la constitucionalidad de las leyes y de los tratados internacionales, así como de las omisiones inconstitucionales, en los términos establecidos en la Constitución.
7. Convocar elecciones. A nivel general, provincial y referendos.
8. Defensa y seguridad. Ejercer como Comandante en Jefe de las Fuerzas Armadas de Angola. Asumir el alto mando de las Fuerzas Armadas de Angola en caso de guerra.Declarar el estado de guerra y hacer la paz, en consulta con la Asamblea Nacional.  Nombrar y destituir al Jefe del Estado Mayor General de las Fuerzas Armadas de Angola, promover y degradar a oficiales generales, nombrar y destituir al Comandante General  de la Policía Nacional en consulta con el Consejo de Seguridad Nacional. Designar a los miembros del Consejo de Seguridad Nacional. Declarar el estado de sitio y declarar el estado de excepción, en consulta con la Asamblea Nacional. Definir las políticas de seguridad nacional y dirigir su ejecución.
9. Derecho de gracia. Indultar o conmutar las penas.
10. Distinciones. Otorgar condecoraciones y títulos honoríficos, en los términos de la ley. Otorgar condecoraciones y títulos honoríficos militares y policiales.

## Lista de presidentes (desde 1975)
| #                                       | Nombre | Nombre                               | Nombre                                                         | Inicio                   | Final                    | Partido | Elecciones                  | Vicepresidente             | Vicepresidente               |
| --------------------------------------- | ------ | ------------------------------------ | -------------------------------------------------------------- | ------------------------ | ------------------------ | ------- | --------------------------- | -------------------------- | ---------------------------- |
| República Popular de Angola (1975-1992) |        |                                      |                                                                |                          |                          |         |                             |                            |                              |
| 1.º                                     |        |                                      | António Agostinho Neto (1922-1979) Presidente de la República  | 11 de noviembre de 1975  | 10 de septiembre de 1979 | MPLA    | [ 4 ]                       | [ 5 ]                      | [ 5 ]                        |
| -                                       |        |                                      | Lúcio Lara (1929-2016) Presidente interino de la República     | 10 de septiembre de 1979 | 20 de septiembre de 1979 | MPLA    | [ 4 ]                       | [ 5 ]                      | [ 5 ]                        |
| 2.º                                     |        |                                      | José Eduardo dos Santos (1942-2022) Presidente de la República | 20 de septiembre de 1979 | 27 de agosto de 1992     | MPLA    | [ 4 ]                       | [ 5 ]                      | [ 5 ]                        |
| República de Angola (desde 1992)        |        |                                      |                                                                |                          |                          |         |                             |                            |                              |
| 2.º                                     |        |                                      | José Eduardo dos Santos (1942-2022) Presidente de la República | 27 de agosto de 1992     | 25 de septiembre de 2017 | MPLA    | 1992                        | no existe el cargo         | no existe el cargo           |
| 2.º                                     | 2008   |                                      | José Eduardo dos Santos (1942-2022) Presidente de la República | 27 de agosto de 1992     | 25 de septiembre de 2017 | MPLA    |                             | no existe el cargo         | no existe el cargo           |
| 2.º                                     |        | Fernando Dias dos Santos (2010-2012) | José Eduardo dos Santos (1942-2022) Presidente de la República | 27 de agosto de 1992     | 25 de septiembre de 2017 | MPLA    |                             |                            |                              |
| 2.º                                     |        | 2012                                 | José Eduardo dos Santos (1942-2022) Presidente de la República | 27 de agosto de 1992     | 25 de septiembre de 2017 | MPLA    |                             | Manuel Vicente (2012-2014) |                              |
| 3.º                                     |        |                                      | João Lourenço (n. 1954) Presidente de la República             | 26 de septiembre de 2017 | en el cargo              | MPLA    | 2017                        |                            | Bornito de Sousa (2017-2022) |
| 3.º                                     | 2022   |                                      | João Lourenço (n. 1954) Presidente de la República             | 26 de septiembre de 2017 | en el cargo              | MPLA    | Esperança da Costa (2022- ) |                            |                              |